# Wilhelm Altmann
Wilhelm Altmann, född 4 april 1862 och död 25 mars 1951, var en tysk musikskriftställare.
Altmann var 1915-27 föreståndare för musikavdelningen i preussiska statsbiblioteket i Berlin. Han har utgett Chronik des Berliner Philharmonischen Orchesters 1882-1901 (1902), Richard Wagners Briefe nach Zeitfolge und Inhalt (1905), Kammermusik-Literatur-Verzeichnis (1910-28), R. Wagners Mein Leben (1923), Handbuch für Streichquartettspieler (1928).